# Antonio Veneziano (Maler)

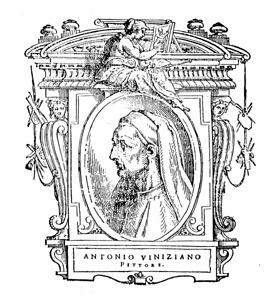
Antonio Veneziano (Holzschnitt in den Vite von Giorgio Vasari, 1568)

Antonio Veneziano, auch Antonio di Francesco da Venezia und Antonio Viniziano, war ein italienischer Maler der Spätgotik, der zwischen 1369 und 1388 nachgewiesen ist. Er kam dem Namen nach und nach Angaben bei Giorgio Vasari aus Venedig und wirkte in Florenz, Siena und Pisa.

## Leben
Er war ein Schüler von Taddeo Gaddi. Nach Dokumenten arbeitete er 1369/70 in Siena für die Kathedrale, 1374 ist er in Florenz erwähnt und zwischen 1384 und 1386 in Pisa, wo er Fresken über das Leben von San Ranieri im Camposanto Monumentale vollendet. Sie waren von Andrea da Firenze begonnen worden und wurden durch ein Bombardment im Zweiten Weltkrieg schwer beschädigt. Nach Vasari schuf ihm das einen guten Namen und er wurde gut entlohnt, bevor er nach Florenz zurückkehrte. Dort malte er Fresken in der Basilika Santa Maria Novella (Spanische Kapelle) in Florenz.
Zu seinen Werken gehört eine Madonna im Museum of Fine Arts in Boston und eine Enthauptung Johannes des Täufers im Museo dell’Opera del Duomo di Firenze. Mit Andrea Vanni malte er an Altarbildern, unter anderem einem Marien-Triptychon mit zwei Heiligen. Nach Vasari soll er auch im Dogenpalast in Venedig Fresken gemalt haben, nachdem er dort aber nach Vasari schlecht entlohnt wurde, beschloss er künftig in Florenz zu bleiben. Er malte auch für die Acciaiuoli in der Certosa San Lorenzo di Galluzzo (Vasari).

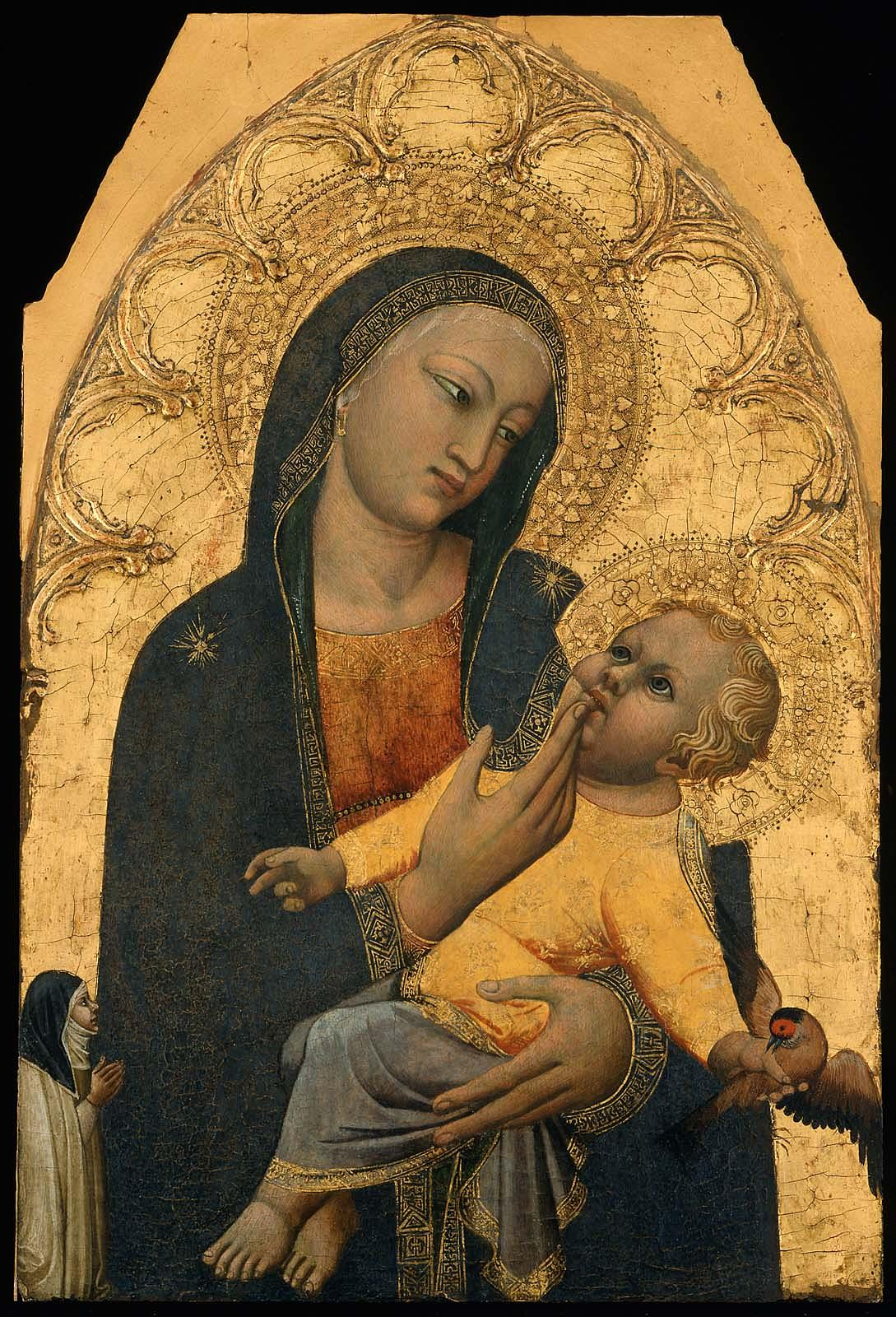
Jungfrau mit Kind, um 1380, Museum of Fine Arts, Boston

Er war nach Vasari Lehrer von Gherardo Starnina. 1374 ist er in Florenz in der Gilde der Apotheker und Ärzte registriert. Zuletzt soll er nach Vasari als Arzneimittelkundiger und Arzt gewirkt haben. Er studierte den Dioskurides und destillierte Kräutersude und experimentierte viel. Nach Vasari starb er 1384 an einem Magenleiden oder einer damals grassierenden Pestepidemie in Florenz. Das Todesdatum kann allerdings nicht stimmen: sein letztes bekanntes Werk ist ein 1388 datiertes und signiertes Tafelbild für die Bruderschaft S. Nicolò Reale im Diözesan-Museum von Palermo. Der Name lässt sich in Dokumenten in Florenz bis 1419 nachweisen, doch ist nicht sicher ob es nicht ein gleichnamiger Maler ist.
Eine thronende Maria mit musizierenden Engeln ist im Niedersächsischen Landesmuseum Hannover.